# 蝶花楼馬楽 (6代目)
六代目 蝶花楼 馬楽（ちょうかろう ばらく、1908年1月21日 - 1987年6月3日）は、落語家。落語協会副会長を歴任。本名∶河原 三郎。出囃子は『勧進帳』。東京都芝南佐久間町の生まれ。

## 経歴
南桜小学校中退。洋服屋の丁稚奉公を経て1931年7月に四代目柳家小さんに入門、落語「三人旅」の登場人物に由来する名花之丞を名乗る。
1940年5月、二ツ目昇進し金原野馬の助に改名。
1947年9月30日に師匠小さんが死去。11月に華形家八百八に改名し真打昇進。1952年6月、兄弟子八代目林家正蔵一門の客分格となり四代目小さんの旧名であり彦六の前名である六代目蝶花楼馬楽を襲名する。
1982年に当時の落語協会副会長十代目金原亭馬生が死去したことに伴い副会長就任。なお、当時馬楽の年齢は74と高齢であったことから一時的な中継ぎとして就任した。1986年に著書「馬楽が生きる」口述 遠藤智子, 加藤貴子著. 創樹社）を出版。
1987年6月3日、肝硬変のため入院中の東京都新宿区の聖母病院で死去。79歳没。葬儀・告別式は新宿区の大日本獅子吼会で行われた。後任の副会長は常任理事三代目三遊亭圓歌が就任した。

## 芸歴
- 1931年7月∶四代目柳家小さんに入門、花之丞を名乗る。
- 1940年5月∶二ツ目昇進、金原野馬の助に改名。
- 1947年
  - 9月∶師匠小さん死去。
  - 11月∶真打昇進、「華形家八百八」と改名。
- 1952年6月∶兄弟子八代目林家正蔵一門の客分格となり六代目蝶花楼馬楽を襲名。
- 1987年6月∶死去、79歳没。

## 役職
- 1982年∶落語協会副会長

## 人物
得意ネタは多かったが、博打の出てくるネタは演じなかった。法華信者だったから演じなかったのだという。主に「二番煎じ」「もぐら泥」をよく演じていた。また、「紙入れ」、「転宅」、「子は鎹」なども得意とし、林家正雀は馬楽から「子は鎹」を教えてもらった。
正雀が「林家茂蔵」で前座の頃、歌舞伎座での「仮名手本忠臣蔵」公演のチケットを2枚入手し、そのチケットを馬楽に譲ろうとした。趣味が歌舞伎や芝居通いなのを知っていたからであるが、その公演日時は鈴本演芸場の出番が重なっており、鈴本の出番を優先させて「気持ちだけ貰っておくよ。誰かほかの人にあげてよ」とチケットを受け取らなかった。このことから正雀は馬楽の事を、「寄席を大事にする師匠」と感心していた。ところが、それから半年ぐらい経った頃、池袋演芸場での出番があった際に雷を伴った激しい夕立が降った時があり、そんなさ中、出番の時間が迫っても馬楽が姿を見せないため、中井にあった馬楽の自宅に電話をかけると在宅中であり、「雷怖いから」と言って出番をすっぽかした。正雀は「やっぱり鈴本と池袋では違うんだ」と考え直したという。
日頃から、自分の事を「あたい」と言っていた。ある時の浅草演芸ホールでの出番の時、楽屋に若い女性がやってきて馬楽にサインをお願いするということがあった。馬楽は「あたいでいいの？」と言いつつサインに応じていたが、その様子を楽屋の奥にいた正蔵が気にして正雀に「どうしたい」と声をかけ、正雀がこのことを説明すると正蔵曰く、「何を、馬楽に、女の子が！そりゃ先代の間違いじゃないのかい」。
楽屋ではよくお囃子方をからかっており、その様子を見ていた十代目金原亭馬生が「いつまでたってもあの人は直らないんだ」と苦笑いしていたという。そんな馬楽も高座に上がれば急に気取る、もったいぶった顔付きになり、楽屋で下心を出していたのが一転して「人間は欲をかいてはいけません」などと喋りだすそのギャップが面白かったことを正雀は振り返っている。
義太夫、新内、清元も得意とした。

## 一門弟子
- 七代目蝶花楼馬楽

### 元弟子
- 蝶花楼楽三 - 4番弟子